# Belvosia bella
Belvosia bella là một loài ruồi trong họ Tachinidae.